# Scutellinia crucipila
Scutellinia crucipila är en svampart som först beskrevs av Cooke & W. Phillips, och fick sitt nu gällande namn av J. Moravec 1984. Scutellinia crucipila ingår i släktet Scutellinia och familjen Pyronemataceae.  Arten är reproducerande i Sverige. Inga underarter finns listade i Catalogue of Life.